# Fjeldpigen
Fjeldpigen er en dansk stumfilm fra 1917 med instruktion og manuskript af Eduard Schnedler-Sørensen.

## Handling
Denne artikel mangler et handlingsreferat. Hjælp os med at skrive det.

## Medvirkende
- Gunnar Tolnæs - Georges Wallery
- Margit Lunde-Müller - Irene Wilde, Georges' hustru
- Thorleif Lund - James Wallery, Georges' bror
- Tronier Funder - Bent, James Wallerys søn
- Aage Hertel - Sorte Jack
- Alf Blütecher - John Hilton, skytte
- Edith Buemann Psilander - Elva, John Hiltons plejesøster
- Axel Boesen